# 種子島宇宙中心
30°24′00″N 130°58′12″E / 30.40000°N 130.97000°E
種子島宇宙中心（Tanegashima Uchū Sentā）是日本最大的航太研究中心與太空發射中心，位于九州岛南方115公里的種子島上。1969年由宇宙開發事業團發展建設，目前由宇宙航空研究開發機構管理。主要任务包括人造卫星的组合、测试、发射和测控，也测试火箭的点火与发射。

## 設施
種子島宇宙中心裡有幾個不同的研究設施。中心包括兩個大的發射場：大崎射場和竹崎射場。大崎射場之吉信射點有兩個發射台（Launch Pad），第一發射台（Launch Pad 1）用於發射H-IIA 202、2022、2024和204型火箭，第二發射台（Launch Pad 2）用於發射H-IIB火箭，H-IIB火箭退役後，將進行升級工程供未來發射開發中的H3火箭。竹崎射場及大崎射場之大崎射點目前皆已停止使用。其他設施包括組合飛船建築和雷達光電衛星監控站。